# فرودگاه شهرستان کانورس
فرودگاه کانورس کانتی (به انگلیسی: Converse County Airport) یک فرودگاه همگانی بهره‌برداری هوایی با کد یاتا DGW است که یک باند فرود آسفالت دارد و طول باند آن ۱۹۹۲ متر است. این فرودگاه در کشور ایالات متحده آمریکا قرار دارد و در ارتفاع ۱۵۰۴ متری از سطح دریا واقع شده‌است.